# 小行星8692
小行星8692（英語：8692）是一颗围绕太阳公转的小行星。1992年11月16日，上田清二、金田宏在钏路市发现了此天体。
这颗小行星的绝对星等为75.85356等。